# جو دان (بازیکن فوتبال)
جو دان (انگلیسی: Joe Dunne؛ زادهٔ ۲۵ اکتبر ۲۰۰۱) بازیکن فوتبال اهل بریتانیا است.